# Райковский, Евгений Николаевич
Евгений Николаевич Райковский (18 августа 1912 — 17 мая 1962) — советский режиссёр мультипликационных фильмов.

## Биография
В 1931 окончил Московский художественный техникум. Работал художником-графиком и художником-оформителем, в 1945—47 — в художественных мастерских Моссовета. В 1948 окончил курсы мультипликаторов при киностудии «Союзмультфильм» и поступил на студию. С 1952 начал режиссёрскую деятельность.
Умер в 1962 году. Похоронен на Введенском кладбище (23 уч.).

## Награды на фестивалях
- Мультфильм «Сармико»
  - 1952 — VII МКФ в Карловых Варах (ЧССР) — Премия за лучший анимационный фильм
- Мультфильм «Петя и Красная Шапочка»
  - 1959 — Всесоюзный кинофестиваль в Киеве (СССР) — 2-я премия по разделу мультипликационных фильмов
  - 1960 — VII Международный фестиваль анимационных фильмов в Анси (Франция) — Приз «Лавровый венок» за лучший детский фильм
- Мультфильм «Мурзилка на спутнике»
  - 1960 — XII МКФ в Карловых Варах (ЧССР) — Первая премия по разделу детских фильмов.

## Фильмография

### Режиссёр-постановщик
1. 1957 — Опять двойка

### Режиссёр
1. 1951 — Таёжная сказка
2. 1952 — Сармико
3. 1953 — Храбрый Пак
4. 1954 — Опасная шалость
5. 1956 — Приключения Мурзилки (вып.1)
6. 1958 — Петя и Красная Шапочка
7. 1960 — Мурзилка на спутнике
8. 1962 — Только не сейчас